# أوليفييه روا
أوليڤييه روا Olivier Roy ولد في 30 أغسطس 1949 في لاروشيل، هو عالم سياسي فرنسي، وأستاذ في معهد الجامعة الأوروبية في فلورنسا، إيطاليا. نشر مقالات وكتب عن العلمنة والإسلام من بينها «الإسلام العالمي»، وفشل الإسلام السياسي. يشتهر «بنظرته المختلفة للإسلام الراديكالي» عن بعض الخبراء الآخرين (حيث يراه محيطياً، وغربياً، وجزءاً من المجتمع المتشدد و«الافتراضي» أكثر من كونه مجتمعاً إسلامياً متديناً «فعلياً»). مؤخراً كتب عن الهجوم على شارلي إبدو، وهجمات باريس نوفمبر 2015.

## السيرة الذاتية
أوليفييه روا هو من عائلة من البروتستانت الفنديين. بعد دراسته في فصول التحضير الأدبي في مدرسة لويس لو غران، ثم في الجامعة الوطنية للغات والثقافات (تخرج في عام 1972) حيث تعلم الفارسية، أصبح أستاذاً مؤهلاً في الفلسفة في عام 1972 وأصبح أستاذاً في التعليم الثانوي في عام 1973. شارك في النشاط السياسي ابتداءً من عام 1968 ضمن حركة الماوية "اليسار البروليتاري".
ُّوظف في مركز البحوث العلمية الفرنسي كباحث في عام 1985، وأصبح دكتوراً في المعهد العلمي للدراسات السياسية في باريس في العلوم السياسية عام 1996، ومدير أبحاث مركز البحوث العلمية ومدير دراسات في المدرسة العليا للعلوم الاجتماعية (EHESS). وهو أيضاً باحث مشارك في مركز الأبحاث الدولية (CERI) ومستشار في مركز التحليل والتوقع التابع لوزارة الشؤون الخارجية منذ عام 1984.
شارك أوليفييه روا في حرب أفغانستان ضد الاتحاد السوفيتي. تعلم كيفية إطلاق النار وشارك في المعارك في عام 1980. بعد نهاية حرب أفغانستان، استقر في آسيا الوسطى لدراسة أوزبكستان وطاجيكستان. درس موسيقى الشاشماخوم، وهي مجموعة موسيقية خاصة من إمارة بخارى.
عمل أستاذًا للفلسفة في درو في مدرسة فنية. استقر أيضًا في هذه المدينة، لكن مسيرته التعليمية انقطعت بسبب رحلاته المتكررة إلى أفغانستان، قبل وأثناء حرب الثمانينيات.

### حياته العملية
منذ عام 1985، عمل روا مديرًا للبحث بالمركز الوطني للبحث العلمي (CNRS) ومديرًا للدراسات بمدرسة الدراسات العليا للعلوم الاجتماعية (EHESS) (باريس). وفي عام 2008 – 2009، دُعي أستاذ زائر إلى جامعة بركلي. كما أوفد أوليفييه روا كرئيس بعثة تابعة لمنظمة الأمن والتعاون في أوروبا لطاجاكستان (1993-1994) وعمل مستشارًا لمكتب منسق الأمم المتحدة لأفغانستان (1988).
وتناولت أبحاثه على التوالي أفغانستان وإيران والشرق الأوسط والإسلام السياسي والمسلمون في الغرب، وتضمنت آخرها مقاربة مقارنة لأشكال التدين الجديدة. حاصل على الأستاذية في الفلسفة، وعلى شهادة من المعهد الوطني للغات والحضارات الشرقية (Inalco). كما إنه حاصل على دكتوراه في العلوم السياسية من معهد الدراسات السياسية (IEP) بباريس.

### منشوراته
- Leibniz et la Chine. Vrin. 1972. ISBN:978-2-7116-0670-2.
- Afghanistan: Islam et modernité politique. Seuil. 1985.
- L'échec de l'Islam politique. Édition du Seuil. 1992. ISBN:978-2-02-014153-6.
- Roy، Olivier؛ Volk، Carol (1996). The Failure of Political Islam. Harvard University Press. ISBN:978-0-674-29141-6.
- Généalogie de l'islamisme, Paris Hachette, 1995
- Khosrokhavar، Farhad؛ Roy، Olivier (1999). Iran: comment sortir d'une révolution religieuse. Éd. du Seuil. ISBN:978-2-02-035891-0.
- The New Central Asia: The Creation of Nations. I.B.Tauris. 2000. ISBN:978-1-86064-278-4.
- Les illusions du 11 septembre: le débat stratégique face au terrorisme. Seuil. 2002. ISBN:978-2-02-055815-0.
- La Turquie aujourd'hui: un pays européen?. Encyclopaedia universalis. 2004. ISBN:978-2-85229-783-8.
- Zahab، Mariam Abou؛ Roy، Olivier (2004). Islamist Networks: The Afghan-Pakistan Connection. Columbia University Press. ص. 3–. ISBN:978-0-231-13364-7.
- Globalized Islam: The Search for a New Ummah. Columbia University Press. 2006. ISBN:978-0-231-13499-6.
- Secularism Confronts Islam. Columbia University Press. 1 يناير 2007. ISBN:978-0-231-51179-7.
- La Sainte Ignorance: Le temps de la religion sans culture. Seuil. 18 مارس 2013. ISBN:978-2-02-111494-2.
- Jihad and Death: The Global Appeal of Islamic State. هيرست للنشر. 7 نوفمبر 2017. ISBN:978-1-84-904698-5.
- In Search of the Lost Orient: An Interview. دار نشر جامعة كولومبيا. 7 نوفمبر 2017. ISBN:978-0-23-117934-8.

## روابط خارجية
- أوليفييه روا على موقع مونزينجر (الألمانية)